# Vuelta a Andalucía 2003
La Vuelta a Andalucía 2003,
quarantanovesima edizione della corsa ciclistica, si svolse dal 16 al 20 febbraio 2003 su un percorso di 863 km ripartiti in 5 tappe. Fu vinta dallo spagnolo Javier Pascual Llorente della Kelme-Costa Blanca davanti all'italiano Davide Rebellin e allo spagnolo Alejandro Valverde.

## Tappe
| Tappa  | Data        | Percorso              | km    | Vincitore di tappa      | Leader cl. generale     |
| ------ | ----------- | --------------------- | ----- | ----------------------- | ----------------------- |
| 1ª     | 16 febbraio | Cordova > Cordova     | 179.6 | Óscar Freire            | Óscar Freire            |
| 2ª     | 17 febbraio | Siviglia > Huelva     | 165   | Óscar Freire            | Óscar Freire            |
| 3ª     | 18 febbraio | Siviglia > Lucena     | 166.6 | Javier Pascual Llorente | Javier Pascual Llorente |
| 4ª     | 19 febbraio | Cabra > Jaén          | 174   | Remmert Wielinga        | Javier Pascual Llorente |
| 5ª     | 20 febbraio | Granada > Benalmádena | 178   | Ruslan Ivanov           | Javier Pascual Llorente |
| Totale | Totale      | Totale                | 863   |                         |                         |

## Dettagli delle tappe

### 1ª tappa
- 16 febbraio: Cordova > Cordova – 179,6 km

| Pos. | Corridore    | Squadra      | Tempo    |
| ---- | ------------ | ------------ | -------- |
| 1    | Óscar Freire | Rabobank     | 4h46'29" |
| 2    | Erik Zabel   | Team Telekom | s.t.     |
| 3    | Luca Paolini | Quick Step   | s.t.     |

| Pos. | Corridore    | Squadra      | Tempo    |
| ---- | ------------ | ------------ | -------- |
| 1    | Óscar Freire | Rabobank     | 4h46'29" |
| 2    | Erik Zabel   | Team Telekom | s.t.     |
| 3    | Luca Paolini | Quick Step   | s.t.     |

### 2ª tappa
- 17 febbraio: Siviglia > Huelva – 165 km

| Pos. | Corridore     | Squadra    | Tempo    |
| ---- | ------------- | ---------- | -------- |
| 1    | Óscar Freire  | Rabobank   | 4h04'47" |
| 2    | Jaan Kirsipuu | AG2R       | s.t.     |
| 3    | Luca Paolini  | Quick Step | s.t.     |

| Pos. | Corridore    | Squadra      | Tempo    |
| ---- | ------------ | ------------ | -------- |
| 1    | Óscar Freire | Rabobank     | 8h51'16" |
| 2    | Luca Paolini | Quick Step   | s.t.     |
| 3    | Erik Zabel   | Team Telekom | s.t.     |

### 3ª tappa
- 18 febbraio: Siviglia > Lucena – 166,6 km

| Pos. | Corridore          | Squadra      | Tempo    |
| ---- | ------------------ | ------------ | -------- |
| 1    | Javier P. Llorente | Kelme        | 3h33'25" |
| 2    | Davide Rebellin    | Gerolsteiner | a 8"     |
| 3    | Alejandro Valverde | Kelme        | a 9"     |

| Pos. | Corridore          | Squadra      | Tempo     |
| ---- | ------------------ | ------------ | --------- |
| 1    | Javier P. Llorente | Kelme        | 12h24'43" |
| 2    | Davide Rebellin    | Gerolsteiner | a 8"      |
| 3    | Alejandro Valverde | Kelme        | a 9"      |

### 4ª tappa
- 19 febbraio: Cabra > Jaén – 174 km

| Pos. | Corridore         | Squadra     | Tempo    |
| ---- | ----------------- | ----------- | -------- |
| 1    | Remmert Wielinga  | Rabobank    | 4h41'45" |
| 2    | Joaquím Rodríguez | ONCE-Eroski | a 2"     |
| 3    | Iván Parra        | Kelme       | a 7"     |

| Pos. | Corridore          | Squadra      | Tempo     |
| ---- | ------------------ | ------------ | --------- |
| 1    | Javier P. Llorente | Kelme        | 17h16'00" |
| 2    | Davide Rebellin    | Gerolsteiner | a 8"      |
| 3    | Alejandro Valverde | Kelme        | a 9"      |

### 5ª tappa
- 20 febbraio: Granada > Benalmádena – 178 km

| Pos. | Corridore          | Squadra       | Tempo    |
| ---- | ------------------ | ------------- | -------- |
| 1    | Ruslan Ivanov      | Alessio       | 4h40'14" |
| 2    | Santiago Blanco    | Colchon Relax | a 2"     |
| 3    | José Luis Martínez | Paternina     | a 4"     |

| Pos. | Corridore          | Squadra      | Tempo     |
| ---- | ------------------ | ------------ | --------- |
| 1    | Javier P. Llorente | Kelme        | 21h58'34" |
| 2    | Davide Rebellin    | Gerolsteiner | a 8"      |
| 3    | Alejandro Valverde | Kelme        | a 9"      |

## Classifiche finali

### Classifica generale
| Pos. | Corridore                | Squadra              | Tempo     |
| ---- | ------------------------ | -------------------- | --------- |
| 1    | Javier Pascual Llorente  | Kelme                | 21h58'34" |
| 2    | Davide Rebellin          | Gerolsteiner         | a 8"      |
| 3    | Alejandro Valverde       | Kelme                | a 9"      |
| 4    | Giampaolo Caruso         | ONCE-Eroski          | s.t.      |
| 5    | José Iván Gutiérrez      | iBanesto.com         | a 16"     |
| 6    | Luca Paolini             | Quick Step-Davitamon | a 18"     |
| 7    | Francisco Cabello        | Kelme                | s.t.      |
| 8    | Andrea Noè               | Alessio              | a 21"     |
| 9    | Mikel Zarrabeitia        | ONCE-Eroski          | s.t.      |
| 10   | Javier Pascual Rodríguez | iBanesto.com         | a 27"     |